# Шарипово (Абзелиловский район)
Шарипово (баш. Шәрип) — деревня в Абзелиловском районе Республики Башкортостан России, относится к Хамитовскому сельсовету.

## Население
| 1968 | 2002 | 2009 | 2010 |
| ---- | ---- | ---- | ---- |
| 159  | ↗243 | ↗259 | ↘241 |

Согласно переписи 2002 года, преобладающая национальность — башкиры (100 %).

## Географическое положение
Расстояние до:
- районного центра (Аскарово): 63 км,
- центра сельсовета (Хамитово): 17 км,
- ближайшей железнодорожной станции (Магнитогорск-Пассажирский): 110 км.

## Религия
В деревне есть мечеть.